# Musique de Mésopotamie
 (avril 2024).
Améliorez-le ou discutez des points à vérifier. 
La musique de la Mésopotamie ancienne est à la fois une musique religieuse et une musique du quotidien profane. L'archéologie a fait apparaitre une pratique musicale à cet endroit par la mise au jour d'os-flûte de 6000 ans, avec ultérieurement découverte des représentations de musiciens. C'est une musique probablement mise au point pendant des millénaires écrite sur des tablettes d'argile. Cette écriture permet des études qu'on ne peut pas faire sur la pratique antérieure, préhistorique, pour les chants et instruments à cordes et le mode de communication des idées et sentiments (le sifflement est le mode d'expression à la fois humain et animal le plus simple et probablement le plus ancien), dépassant le simple cri et les bruits obtenus par des choses. C'est le début effectif de l'Histoire de la musique. L'étude des grottes préhistoriques ne comporte aucun élément de rythme, de modulation et de hauteur de son, c'est-à-dire aucune trace mémorisée de ce temps nécessaire pour « jouer » en toute conscience des conséquences et du sens la musique et ensuite fournir une interprétation totalement dépendante de ce qui est écrit et constitutive de la culture de chaque groupe dans la société humaine.

## L'impact de la musique sur la société mésopotamienne
Dans la société Mésopotamienne, il y a deux pôles conducteurs : les temples et le palais royal. La musique est très importante dans la vie de tous les jours, autant pour les tâches quotidiennes que pour la religion ou la politique. La musique est ainsi intimement liée aux sanctuaires ainsi qu’au palais royal qui sont les seules institutions qui ont les moyens de financer la culture musicale mésopotamienne. En effet, la musique était présente dans des lieux variés : des enclos de bergers, dans les champs, les aires de battage et globalement dans tous les lieux de travail. Mais également dans des environnements explicitement sexuels accompagné de danseurs. La musique était également indispensable lors de divers événements comme des mariages ou des funérailles. La musique faisait partie des arts nobles et était destinée à l’élite de la société.

## Sources musicales période antique
Les sources cunéiformes révèlent un système organisé et ordonné d'échelles diatoniques dépendant de l'accord des instruments à cordes alternant quintes et quartes. [réf. nécessaire]

## Instruments de musique
Très peu d'instruments ont été physiquement retrouvés par l'archéologie. Même si l'archéologie européenne a constitué au XVIIIe siècle des collections protégées du pillage local mais avec des institutions locales dépossédées. Des instruments sont divinisés. Des reconstitutions d'instruments ont été tentées. 
Les harpes, lyres, luths, pipes de roseau et tambours sont les principaux instruments de musique de la Mésopotamie antique.  Beaucoup d'entre eux ont été partagés avec les cultures voisines. Les lyres d’Afrique de l’Est et les luths d’Afrique de l’Ouest conservent de nombreuses caractéristiques des instruments mésopotamiens. 
Le timbre ou le timbre vocal était probablement similaire au son âcre nasal des tuyaux à anches étroites et partageait très probablement la qualité vocale et les techniques vocales asiatiques "typiques" contemporaines. Il s'agit notamment d'interprétation avec de petits changements dynamiques et davantage de grâces, de tremblements, de mordants, d'inflexions microtonales. Les chanteurs ont probablement exprimé des émotions intenses et retirées, comme s’écouter, comme le montre la pratique consistant à s'obturer la bouche à la main (comme on le voit toujours dans la musique assyrienne moderne et dans de nombreuses musiques arabes et folkloriques). 
Deux pipes en argent ont été découvertes à Ur avec des trous pour les doigts et une représentation de deux anches en vibration. Cet instrument serait proche du hautbois moderne. Les anciens Mésopotamiens ne semblent pas avoir eu d'instrument de type clarinette.
Un certain nombre de reconstructions ont été proposées, la plus récente étant une paire de tubes minces avec trois orifices pour les doigts dans un tube et quatre orifices pour les doigts dans l'autre. 

Les Séries Harmoniques, la série de notes que les instruments à cornes de Mésopotamie auraient pu jouer.

Pour les instruments à cornes, les Mésopotamiens semblent avoir eu des instruments à corne, semblables à l'instrument à corne français et à la trompette actuels. Il ne reste que quelques exemples survivants, par exemple une trompette en argent trouvée dans la tombe du pharaon Toutankhamon. La plupart des cornes de l'ancienne Mésopotamie étaient en fait des cornes d'un animal, elles se seraient donc décomposées. Ces instruments auraient fonctionné comme un clairon, en utilisant la série harmonique pour obtenir les notes nécessaires à la musique. Tous les tubes ont une série d’harmoniques, l’image présentée pour les Séries Harmoniques montre les notes que tout tube peut jouer. Les notes noircies sont désaccordées, mais sont toujours reconnaissables comme étant ce ton particulier. Les Séries Harmoniques donnent une échelle lydienne, montrée de la 8ème hauteur de l'image au 16ème, le 14ème n'étant pas une note de la gamme lydienne. 
Les instruments à percussion n'étaient joués que dans des circonstances rituelles spécifiques. Dans la Mésopotamie ancienne, les tambours ne se jouaient pas avec des baguettes, mais avec les mains. 
Les instruments à cordes pincées, tels que la harpe, étaient plus élaborés à de nombreux égards, car ils étaient décorés de façon décorative avec des pierres et des métaux précieux. Les harpes trouvées avaient entre quatre et onze cordes. Les instruments à cordes pincées venaient en de nombreuses variétés, la plupart différant par la manière dont ils étaient destinés à être tenus. Un sceau-cylindre datant des environs de 3000 avant notre ère représentant une lyre a été mis au jour. Il s'agit de la plus ancienne représentation d'un instrument à cordes connue.

## Théorie musicale mésopotamienne
Les anciens Mésopotamiens semblent avoir utilisé une théorie cyclique de la musique, illustrée par la numérotation de leurs cordes allant du numéro un au numéro cinq, puis redescendant à un. De ce fait, il semble que chaque chaîne ait été utilisée dans des parties distinctes de la musique, la première chaîne pour la première partie, la deuxième chaîne pour la deuxième partie, et ainsi de suite. Ce qui rend la musique cyclique, c'est que la dernière chaîne est réglée de la même manière que la première chaîne. L'avant-dernier est identique à la deuxième. La musique s'approchera de la cinquième chaîne puis reviendra à la chaîne précédente. 

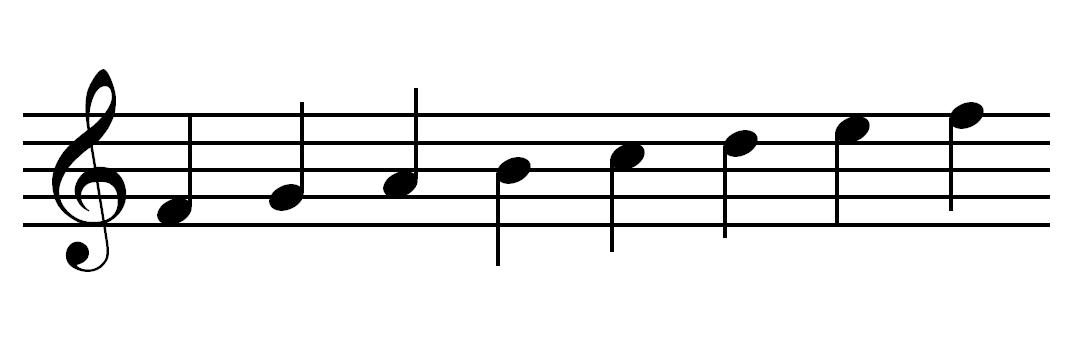
Exemple de l'échelle F-Lydian.

Les Mésopotamiens semblent avoir utilisé une échelle lydienne heptatonique, heptatonique signifiant une échelle à sept hauteurs au lieu de huit modernes. La gamme lydienne est la gamme majeure régulière mais avec une quatrième surélevée. Par exemple, l'échelle F-lydienne contiendrait la même signature de clé qu'une échelle en ut majeur. La gamme F-Major a un bémol dans la signature de clé, mais avec le quatrième surélevé dans la gamme lydienne, le bémol devient un B-naturel. L’inconvénient de la musique moderne à l’échelle lydienne est l’utilisation de ce qu’on appelle aujourd’hui le "triton de diable", cependant, les Mésopotamiens ne semblent pas avoir de terme pour cet intervalle, ni pour l’octave dont nous savons qu’ils disposaient d'un concept. L'utilisation d'une gamme heptatonique aurait éliminé le besoin pratique d'un terme pour l'octave, car cela n'aurait pas l'importance qu'il a dans la musique d'aujourd'hui. 
La musique mésopotamienne avait un système qui introduisait une rigueur dans la musique, empêchant la mélodie de se transformer en chaos. Cependant il apparaît qu'il n'y a pas de terme exact dans la langue (narûtu en akkadien ou nam nar en sumérien) désignant la « musique » comme phénomène sonore le différentiant du bruit, mais on parle plutôt d'« art du chant », des « sons agréables et harmonieux » issus des instruments divinisés, la notion du silence n'est pas forcément la notion de la quiétude, mais d'absence de bruit désobligeant les dieux. Jusqu'à récemment, aucune forme de notation musicale n'était connue. Cependant, il existe une tablette cunéiforme contenant un hymne et ce qui a été traduit en instructions musicales pour un interprète, faisant de cette tablette la plus ancienne notation musicale connue. Il y avait des instructions strictes sur la façon de jouer de la musique, similaires à la progression d'accords aujourd'hui. Ces instructions semblent également indiquer un vif désir pour les musiciens de jouer de manière juste, avec des étapes dans l'exécution nécessitant des tentatives fréquentes pour accorder les instruments. 

## La situation sociale des musicien(ne)s
À partir de la période dite « néo-sumérienne » (vers 2120 av. J.-C.), on peut donner une image détaillée de l’histoire sociale des musiciens en Mésopotamie. Il faut tout d’abord savoir que les musiciens font partie d’une classe sociale plutôt élevée car ils sont importants dans la société, voire indispensables à la vie mésopotamienne. Ils sont également souvent itinérants et se déplacent entre différentes villes, pour accompagner les campagnes militaires à la demande du roi.
Il y a une hiérarchie des musiciens avec à son sommet, un « chef musicien » (trouvé grâce aux fouilles archéologiques de la ville d’Ebla) mais leur statut peut être variable. Tous les types de musiciens (y compris les sous-catégories), ont des fonctions spécifiques dans le palais et / ou le temple. Il existe deux types de musiciens : les NAR (associés au palais) et les GALA (liés au temple). L’un des musiciens GALA les plus connus de l’époque se prénomme Ur-Utu. Ces chefs ont d’importantes responsabilités : ils organisent des événements musicaux et ils font partie du cercle proche du souverain. De plus, les chefs musiciens, grâce à leur richesse et à leur statut reconnus, peuvent posséder des terres, la société sumérienne définit son territoire et ses frontières.
La pratique musicale est mixte. Effectivement, dans l’ancienne ville de Mari, beaucoup de femmes sont musiciennes, chanteuses ou danseuses. Les musiciennes ont leur importance et certains instruments leur sont uniquement dédiés. Ainsi, les femmes jouent couramment dans le paysage musical, cependant les postes les plus importants dans la hiérarchie des musiciens sont prédestinés aux hommes.

## Musique et religion
Le service musical est financé entre autres par le système économique propre aux temples, ce qui garantit une certaine continuité de la connaissance de ces chants liturgiques. C’est dans cet environnement religieux que le musicien de type GALA prend place. Le GALA est un prêtre dont le rôle est principalement lié au culte. Son rôle consistait à, par exemple, réciter des lamentations, jouer des percussions et effectuer des rituels. La plupart des musiciens GALA sont des hommes.
La musique a, selon les habitants de la Mésopotamie, une origine divine, elle est notamment utilisée pour parler aux dieux. Le dieu tutélaire de la musique s’appelle Enki en sumérien et Ea en akkadien. Ce dernier est une divinité antique importante en Mésopotamie. C’est le maître de la sagesse, des arts et de la magie entre autres. Les anciens chants liturgiques sont exécutés dans un dialecte sumérien. Ces chants sont d’ailleurs transmis dans une tradition orale de génération en génération. Les habitants de la Mésopotamie s’adressent aux dieux avec différents chants et des discours mélodieux. Certains instruments peuvent également être divinisés. Dans certaines chansons, les Mésopotamiens cherchent à invoquer le Dieu Enki / Ea. En bref, la musique permet d’entrer en communication avec les dieux bien qu’elle ait également pour rôle de calmer la colère des divinités dérangées.

## Musique et politique
Le service de musique, géré par la royauté, est composé d’hommes libres ainsi que d’esclaves. Le musicien de type NAR fait partie de cet environnement. Il s’agit d’un musicien ou d’une musicienne qui peut participer au culte tout en étant plus étroitement lié au palais. La plupart du temps, le(la) musicien(ne) NAR joue d’un instrument à vent. Dans le palais royal, les personnes nobles sont diverties par des petits ensembles d’instruments à cordes, vent et des percussions ainsi que des danseurs. C’est dans le palais royal que prend place le « chef de musique ». Ce musicien est à la tête du service musical du pouvoir en place en plus d’être proche du roi. Il est chargé notamment, de l’entretien des instruments de musique ou de la rémunération des musicien(ne)s. Chaque cour royale possède un chef de musique, toujours en contact direct avec le dirigeant. Ainsi, une bonne partie des musiciens de la Mésopotamie appartiennent à un entourage plutôt proche du roi. Les musiciens sont régulièrement appelés pour jouer pendant les fêtes et les banquets du palais royal.
D’après des recherches effectuées à partir des archives exhumées sur le site archéologique de l’ancienne ville de Mari par André Parrot, beaucoup de musiciennes font partie de la cour du roi. Ces dernières peuvent être divisées en trois groupes distincts : les « petites musiciennes », les « musiciennes d’Izamu » et la première des épouses secondaires du roi Yasmah-Addu. Les femmes sont donc également très importantes dans l’environnement musical du roi. Il y a donc un plaisir de l’écoute mais également un plaisir lié à la vue des musiciennes.
Finalement, les musiciens jouent un rôle très important dans la société, y compris dans la politique qui reste attachée à la Cosmogonie avec les textes répertoriant des musiques dans l'Épopée de Gilgamesh poème fondamental sumérien. Le souverain demande parfois à ce qu’un musicien voyage avec l’armée de guerriers, celle qui outre la parade a pour rôle de défendre les frontières définies de façon régalienne. Les musiciens ont également la possibilité d’entreprendre des missions diplomatiques. Le « chef des musiciens » qui est l'équivalent d'un ministre peut être assez important pour être désigné comme émissaire négociant une paix au cours d'une guerre.